# Coppa Placci 1979
La Coppa Placci 1979, ventinovesima edizione della corsa, si svolse l'11 agosto 1979 su un percorso di 246,5 km. La vittoria fu appannaggio dell'italiano Giovanni Battaglin, che completò il percorso in 6h31'28", precedendo il connazionale Stefano D'Arcangelo e lo svedese Bernt Johansson.

## Ordine d'arrivo (Top 10)
| Pos. | Corridore           | Squadra                     | Tempo    |
| ---- | ------------------- | --------------------------- | -------- |
| 1    | Giovanni Battaglin  | Inoxpran                    | 6h31'28" |
| 2    | Stefano D'Arcangelo | Sapa Assicurazioni-Frontini | a 1'49"  |
| 3    | Bernt Johansson     | Magniflex-Famcucine         | a 2'00"  |
| 4    | Giuseppe Saronni    | Scic-Bottecchia             | a 2'12"  |
| 5    | Pierino Gavazzi     | Zonca-Santini               | s.t.     |
| 6    | Carmelo Barone      | Gis Gelati                  | s.t.     |
| 7    | Silvano Contini     | Bianchi-Faema               | s.t.     |
| 8    | Leonardo Mazzantini | Zonca-Santini               | s.t.     |
| 9    | Corrado Donadio     | C.B.M. Fast-Gaggia          | s.t.     |
| 10   | Alfredo Chinetti    | Scic-Bottecchia             | s.t.     |